# 1,1-二甲基环丙烷
1,1-二甲基环丙烷是一种有机化合物，化学式为C5H10。它可由2-甲基-4-三甲基锡基丁-2-醇和三氟化硼-乙酸反应得到。它在铜催化下氢化，可以得到2-甲基-1-丁烯和2-甲基-2-丁烯。